# 关梁朝
关梁朝，广西郁林（广西玉林）人，是一名清朝政治人物。举人出身。
关梁朝曾于1706年接替苟鸿儒任华亭县知县一职，1710年由魏昊接任。